# Floris van Pallandt (1539-1598)
Pour les articles homonymes, voir Pallandt.
Floris van Pallandt (25 juillet 1539 - Culemborg, 29 septembre 1598) était comte de Culemborg, seigneur libre de Pallandt, Wittem et Weerd, seigneur de Wildenburg, Lienden, Maurik, Kintzweiler et Ommeren, seigneur banneret et héréditaire.

## Biographie
Floris était un fils d'Everhard van Pallandt et de Margaretha van Lalaing. En raison du décès précoce de son père et de la folie de sa mère, le jeune Floris a été envoyé à Culemborg pour être élevé par sa tante Elisabeth de Culemborg et son oncle Antoine Ier de Lalaing. Ironiquement, il a vécu son éducation avec Marie de Hongrie, qui a également été en partie élevée au Château de Culemborg.
Puis il part donc pour Bruxelles où il devient page auprès de Marie de Hongrie. Il y acheta un palais dans la ville, auquel il attribua le nom de Hôtel de Culembourg.
Floris fut élevé dans la foi catholique romaine, à laquelle il resta fidèle jusqu'en 1566. Après cette date, il basculera dans le protestantisme. En 1555, sa tante Elisabeth de Culemborg mourut et Floris fut reconnu comme son successeur légal. Grâce à Charles Quint, Floris fut élevé au titre de comte de Culemborg le 21 octobre 1555.
En 1557, Floris participa à la bataille de Saint-Quentin, et peu de temps après, il entra en service avec Emmanuel-Philibert de Savoie, ce qui l'amena en faveur pour l'empereur Charles Quint et de son fils Philippe.
Après son mariage avec Elisabeth van Manderscheid, la foi religieuse de Floris changea et il a commencé à soutenir davantage les opposants de Charles Quint. Il a contribué avec Guillaume d'Orange et Lamoral d'Egmont au départ du cardinal Granvelle. Il a signé la Compromis des nobles qui fut remis à Marguerite de Parme, gouvernante de Pays-Bas. C'est dans son hôtel à Bruxelles, l'hôtel de Culembourg, que c'est tenu le Banquet des Gueux le lendemain.
Le Conseil des troubles convoqua le comte de Culemborg en 1567 pour sa participation aux troubles. Il a éludé cette convocation en se retirant dans ses terres allemandes. Le Conseil l'a alors condamné au bannissement et à la confiscation de ses biens aux Pays-Bas. Son hôtel à Bruxelles a été entièrement démoli et ses châteaux de Culemborg et de Weerd ont été saisis et investis par les Espagnols.
Floris van Pallandt a alors soutenu financièrement les opérations militaires de Guillaume IV van den Bergh et Louis de Nassau.
En 1578, le quartier de Nimègue (nl) sollicite Floris pour devenir stathouder du duché de Gueldre, mais celui-ci soutient Jean VI de Nassau-Dillenbourg, qui le devient finalement. Quand, avec la mort d'Adolf de Neuenahr en 1589, le poste de stathouder de Gueldre fut de nouveau libre, Floris soutint la nomination de Maurice de Nassau.
Floris van Pallandt est mort à l'âge de 61 ans, laissant derrière lui une population qui l'adorait. Cependant, il avait rencontré des désaccords importants avec sa seconde épouse au sujet de l'éducation de leur fils: elle était en faveur d'une éducation catholique romaine, tandis que Floris préférait une éducation calviniste.

## Mariages et descendance
Le 26 août 1564, Floris épouse Elisabeth van Manderscheid Virneburg à Berris. Avec elle, il eut une fille Elisabeth van Pallandt (1565-1620), qui épousa Charles II de Hohenzollern-Sigmaringen.
En secondes noces, le 28 mai 1576, il épousa Philippa Sidonia Manderscheid, avec qui il eut un fils, Floris II van Pallandt qui lui succèda.

## Sources
- (nl) Profil de Floris van Pallandt
- L.van Loon, Nederl. Historische penningen (Den Haag 1723-41)
- Te Water, Historie van het Verbond der Edelen (Middelb. 1753) en Tweede Eeuwfeest van de Vrijheid (Middelb. 1772)